# 広島加計ビジネス高等専修学校
広島加計ビジネス高等専修学校（ひろしまかけビジネスこうとうせんしゅうがっこう）は、広島市南区にあった高等専修学校。最寄の停留所は、出汐3丁目（広島バス）。

## 沿革
- 1985年4月、広島加計ビジネス高等専修学校として開校。
- 2007年4月、学生寮（英数レジデンス）が閉鎖。
- 2008年3月31日、廃校となった。

## 学科
- 商業実務高等課程　ビジネス学科
  - 情報処理クラス（3年次）
  - 簿記クラス（3年次）
- フリースクール